# Casa del 38 bis del Carrer de Sant Joan
La Casa del 38 bis del Carrer de Sant Joan és un edifici medieval de la vila de Vilafranca de Conflent, de la comarca d'aquest nom, a la Catalunya del Nord. És una obra inventariada com a monument històric dins del conjunt de l'Antic Hospital.
Com el seu nom indica, és en el número 38 bis del carrer de Sant Joan, en el sector central de la vila. Li correspon la parcel·la cadastral 128.

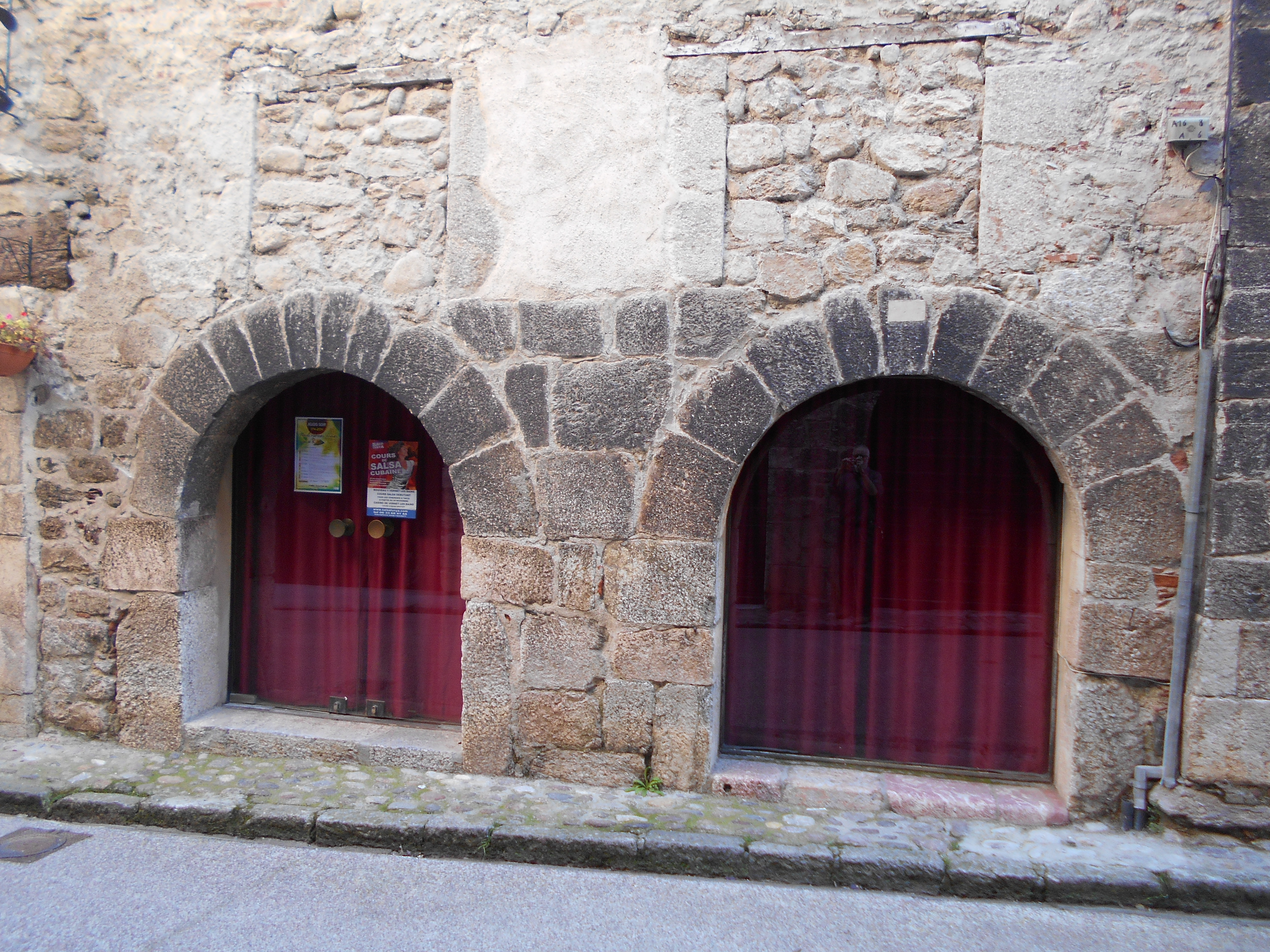
Detall de la part baixa de la façana

És un edifici de finals del segle xiii. Forma part del conjunt monumental de l'Antic Hospital, com ho mostren els elements constructius visibles que els diferencien. A la planta baixa, s'observa un aparell constructiu mitjà, no del tot regular, pertorbat pel pas del temps, amb dues arcades de punt rodó amb arestes vives i dovelles extradossades. La part superior de la façana fou refeta amb aparell de còdols i restes de dues finestres molt baixes, tapiades.